# Arròs integral

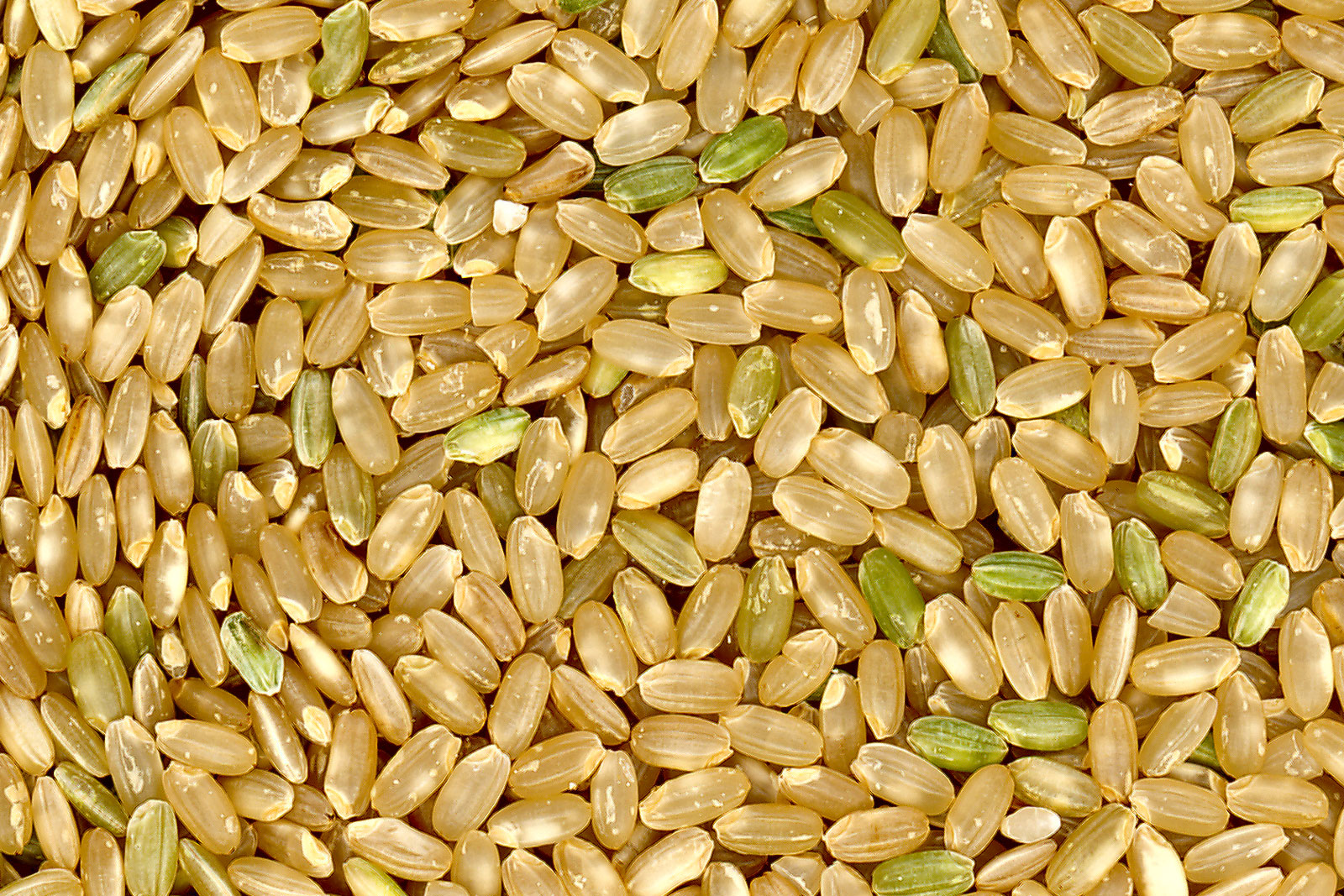
Arròs integral.

L'arròs integral, també anomenat arròs bru, arròs moré, arròs cargo o arròs complet, és arròs, parcialment molt, del qual només s'ha tret la pellofa exterior, que botànicament és una gluma, la qual no és comestible. Conserva el germen íntegre amb la capa de segó que l'envolta, la qual cosa li dona un color bru clar o beige.
A gran part d’Àsia, ha estat considerat tradicionalment com un aliment per a pobres i de temps de penúria i de guerres. En canvi als països occidentals, des de la segona meitat del segle XX se l’associa sovint amb l’alimentació sana.

## Característiques
El segó de l'arròs integral està format pel pericarpi del fruit i del tegument de la llavor íntimament soldats per a formar la cariopsi.
Té un lleuger gust de nous, és més xicletós o més nutritiu que l'arròs blanc però s'enrancia més de pressa perquè conserva el germen el qual té greixos que es poden enranciar. Qualsevol arròs, incloent-hi l'arròs llarg, l'arròs curt o l'arròs glutinós, es pot menjar com arròs integral.
Té més valor nutritiu que l'arròs blanc, ja que el segó conté molts elements com la fibra alimentària, vitamines B1 (tiamina), vitamines B2 (riboflavina), B3 (niacinamida), vitamina D, ferro, magnesi, calci i potassi que es perden amb la molta que experimenta l'arròs blanc. L'arròs integral també conserva el germen que aporta proteïnes i àcids grassos, així com la seva capa d'aleurones que conté elements que eliminen l'angiotensina que influeix en el desenvolupament de l'arterioesclerosi i la hipertensió arterial.
En el cas de l'arròs integral llarg la seva aportació calòrica per 100 grams és de 1548 kJ, amb 7,94 g de proteïna, 2,92 g de greix, 77, 2 g d'hidrats de carboni i 3,5 g de fibra (dades de l'USDA).
Als Estats Units, la legislació federal vetlla perquè els nivells de vitamines B1, B2, B3 i D, i els nivels d'àcid fòlic, calci i ferro continguts a l'arròs no baixin per sota d'un cert llindar.

## Preparació
L'arròs integral requereix un temps de cocció lleugerament més llarg que el de l'arròs blanc.
Un mètode nutritivament superior de preparació és fent servir l'arròs integral germinat (també conegut al japó com Hatsuga genmai). Això es fa remullant l'arròs integral en aigua calenta (a 34 °C) durant 20 hores abans de coure'l. Amb aquest mètode s'obté un perfil d'aminoàcids més complet incloent el GABA.